# It's All Coming Back to Me Now...
It's All Coming Back to Me Now... är ett livealbum av David Crosby och hans fjärde soloinsats. Albumet inspelades december 1993 i Whisky a Go Go i Hollywood och utgavs januari 1995 av skivbolaget Atlantic Records. Chris Robinson från The Black Crowes och Graham Nash uppträder också på albumet. Robinson sjunger duett med Crosby på "Almost Cut My Hair" och Nash är med på de tre sista låtarna.

## Låtlista
1. "In My Dreams" – 6:32
2. "Rusty and Blue" – 7:08
3. "Hero" (Phil Collins/David Crosby) – 4:57
4. "Till It Shines on You" – 5:39
5. "Thousand Roads" – 5:02
6. "Cowboy Movie" – 9:08
7. "Almost Cut My Hair" – 6:10
8. "Déjà Vu" – 10:18
9. "Long Time Gone" – 5:41
10. "Wooden Ships" (David Crosby/Paul Kantner/Stephen Stills) – 10:36

- Alla låtar skrivna av David Crosby där inget annat anges.

## Medverkande
Musiker
- David Crosby – sång, akustisk gitarr, elektrisk gitarr
- Jeff Pevar – akustisk gitarr, elektrisk gitarr
- James "Hutch" Hutchinson – basgitarr (spår 2-10)
- Michael Finnigan – keyboard (spår 3-10), bakgrundssång (spår 3, 8, 9, 10)
- Jody Cortez – trummor (spår 3-10)
- Kipp Lennon – bakgrundssång (spår 3, 8, 9, 10)
- Graham Nash – bakgrundssång (spår 8, 9, 10), munspel (spår 8), akustisk gitarr (spår 9, 10)
- Chris Robinson – sång, bakgrundssång (spår 7)

Produktion
- Chris "Hoover" Rankin – musikproducent, ljudtekniker, ljudmix
- Craig Brock – assisterande ljudtekniker
- Joe Gaswirt – mastering vid Oceanview Digital Mastering (Los Angeles)
- Murray Close – foto